# Dabarska gaovica
Dabarska gaovica (latinski: Telestes dabar) bosanskohercegovačka je endemska vrsta šaranke. Obitava u rijekama Vrijeka i Opačica koje teku kroz Dabarsko polje.